# Računalni crvi
Računalni crvi su računalni programi koji umnožavaju sami sebe. Pri tome koriste računalne mreže da bi se kopirali na druga računala, često bez sudjelovanja čovjeka. Za razliku od virusa, sa svojim djelovanjem ne moraju inficirati druge programe. Mogu stići i kao privitak u elektroničkoj pošti te im pristup računalu omogućuju propusti u operacijskim sustavima i aplikacijama. Crvi otežavaju rad mreže, a mogu oštetiti podatke i kompromitirati sigurnost računala.

## Vrste računalnih crva
- Crv – može oštetiti podatke i kompromitirati sigurnost računala.
- Mailer i mass-mailer – sami se šalju elektroničkom poštom.
- Miješane prijetnje – kombiniraju karakteristike virusa, crva i trojanskih konja s propustima u softveru za svoje pokretanje, prijenos i širenje napada.

## Podjela prema načinu djelovanja
Crvi se sastoje od samokopirajućeg koda koji omogućava razmnožavanje i širenje crva i tereta (payload), a teret može biti:
- Nepostojeći/nefunkcionalan – najčešći slučaj kod većine crva je upravo ovaj, kada ne postoji kod osim koda za širenje ili u njemu postoji nekakva pogreška pa nije funkcionalan.

- Daljinska kontrola – otvara backdoor na žrtvinom računalu.

- Spam relays – dio crva Sobig kreira mail relay koji spameri mogu koristiti da bi slali neželjenu elektroničku poštu. Većina internet providera ima sigurnosne mehanizme koji blokiraju spam s poznatih IP adresa, ali kod zaraze ovim crvom spam dolazi sa svih strana i nemoguće je na taj način kontrolirati njegovo širenje.

- HTML-proxyji – još jedna osobina crva Sobig je distribucija HTML-proxyja. Preusmjerujući web zahtjeve preko mnogo proxyja web stranice sa zabranjenim sadržajem dobivaju na vremenu jer providerima treba puna vremena da otkriju na kojoj se adresi web stranica fizički nalazi. Ovo se koristi za razne nelegalne aktivnosti, uključujući prijevare s upisivanjem financijskih podataka ili brojeva kartica.

- Internet DOS – još jedan česti teret je Internet DOS (Denial Of Service) napad. Code Red, Yaha i još mnogo crva sadrže DOS alate, koji su ili upereni protiv određene stranice ili se mogu uperiti protiv bilo koga ako autor crva to zaželi. Kada crv zarazi 100 000 ili više računala zombija moguće je nedostupnom učiniti bilo koju stranicu, pa čak i cijeli DNS sustav.

- Skupljači podataka – većina ljudi na računalu na kojem rade imaju osjetljive podatke poput poslovnih tajni, nacrta novih uređaja, financijskih izvješća, itd. Crv može pretražiti disk računala u potrazi za tim podacima i zatim ih poslati na prije određeno mjesto.

- Brisači podataka – postoji mnogo virusa, sadrže kod za brisanje podataka nakon određenog vremena. Budući da se crvi mogu širiti mnogo brže, mogli bi početi brisati podatke odmah nakon infekcije.

- Fizička šteta – većina današnjih računala podržava nadogradnju pokretačkog softvera, pa tako i računala imaju BIOS čip koji je moguće flashati direktno iz Windowsa. Ako se u flash čip upišu pogrešni podaci računalo se više neće moći pokrenuti.

Crvi i virusi su kreirani za prijenos payloada na računalo. Payload je kreiran za provođenje specifičnih funkcija kao što su brisanje ili promjena podataka, instaliranje softvera na računalo i kreiranje stražnjih vrata koja napadač može kasnije upotrijebiti da bi dobio neovlašten pristup računalu. Internet crvi i virusi stvaraju probleme inficiranim računalima, ali crvi mogu napraviti veću štetu zbog mrežnog prometa koji generiraju prilikom širenja Internetom. Npr. crv SQL Slammer u siječnju 2003. godine je na vrhuncu brzine širenja udvostručavao je broj zaraženih računala svakih 8,5 sekundi. 
Najbolja zaštita od virusa i crva je antivirusni softver. Taj softver može spriječiti instaliranje virusa, a može i otkriti, izolirati i ukloniti crve i viruse s računala koji su se provukli kroz obrambene mehanizme. Međutim, korisnika može zaštititi od poznatih virusa, a od onih za koje se ne zna (novih virusa) zaštita je teža. Metode zaštite su i vatrozidovi, neotvaranje neobičnih poruka e-pošte i redovito ažuriranje softvera.